# بريتو فافر
بريتو فافر (بالإنجليزية: Brett Favre)‏ (و. 1969  م) هو مالك فريق ناسكار، ولاعب كرة قدم أمريكية، من الولايات المتحدة، ولد في غولفبورت، هو عضوٌ في الحزب الجمهوري، مركز لعبه هو ظهير ربعي.

## التعليم
تعلم في Hancock North Central High School ‏.

## جوائز
حصل على جوائز منها:
- قاعة مشاهير محترفي كرة القدم.

## وصلات خارجية
- بريتو فافر على موقع إي إس بي إن.كوم (أن.أف.أل)3
- بريتو فافر على موقع مرجع كرة القدم المحترفة.كوم (الإنجليزية)
- بريتو فافر على موقع كلية كرة القدم في سبورتس رفرنس.كوم (الإنجليزية)
- بريتو فافر على موقع قاعة ميسيسيبي للمشاهير الرياضية (الإنجليزية)

- بريتو فافر على موقع IMDb (الإنجليزية)
- بريتو فافر على موقع الموسوعة البريطانية (الإنجليزية)
- بريتو فافر على موقع ميوزك برينز (الإنجليزية)
- بريتو فافر على موقع إن إن دي بي (الإنجليزية)
- بريتو فافر على موقع ديسكوغز (الإنجليزية)
- بريتو فافر على موقع قاعدة بيانات الفيلم (الإنجليزية)